# Dąbie (gmina, Lubusz)
Pour les articles homonymes, voir Dąbie.

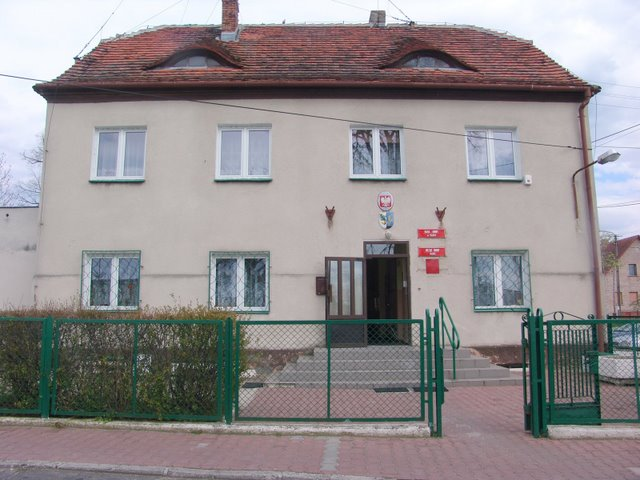
Urząd Gminy Dąbie

Dąbie est une gmina rurale (gmina wiejska) de la powiat de Krosno Odrzańskie, dans la Voïvodie de Lubusz, dans l'ouest de la Pologne.
Son siège administratif (chef-lieu) est le village de Dąbie, qui se situe environ 4 kilomètres au sud-est de Krosno Odrzańskie (siège de la powiat) et 26 kilomètres à l'ouest de Zielona Góra (siège de la diétine régionale).
La gmina couvre une superficie de 170,04 kilomètres carrés pour une population de 5 068 habitants en 2006.

## Histoire
De 1975 à 1998, la gmina est attachée administrativement à la voïvodie de Zielona Góra.

Depuis 1999, elle fait partie de la voïvodie de Lubusz.

## Géographie
La gmina inclut les villages et localités de :

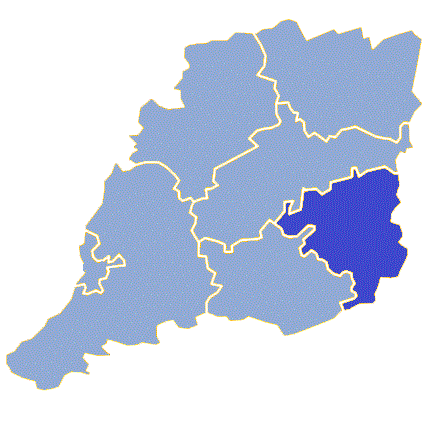
Plan de la gmina

- Brzeźnica
- Budynia
- Ciemnice
- Dąbie
- Godziejów
- Gola
- Gronów
- Kosierz
- Łagów
- Lubiatów
- Mokry Młyn
- Nowy Zagór
- Pław
- Połupin
- Stary Zagór
- Suchy Młyn
- Szczawno
- Trzebule

### Gminy voisines
La gmina de Dąbie est voisine des gminy suivantes :
- Bobrowice
- Czerwieńsk
- Krosno Odrzańskie
- Nowogród Bobrzański
- Świdnica

## Structure du terrain
D'après les données de 2002, la superficie de la commune de Dąbie est de 170,04 kilomètres carrés, répartis comme telle :
- terres agricoles : 42%
- forêts : 50%

La commune représente 12,23% de la superficie du powiat.

## Démographie
Données en 2007 :
| Description        | Total  | Total | Femmes | Femmes | Hommes | Hommes |
| ------------------ | ------ | ----- | ------ | ------ | ------ | ------ |
| Unité              | Nombre | %     | Nombre | %      | Nombre | %      |
| Population         | 5 123  | 100   | 2 502  | 48,8   | 2 621  | 51,2   |
| Densité (hab./km²) | 30,1   | 30,1  | 14,71  | 14,71  | 15,41  | 15,41  |